# Wilhelm Graf zu Lynar

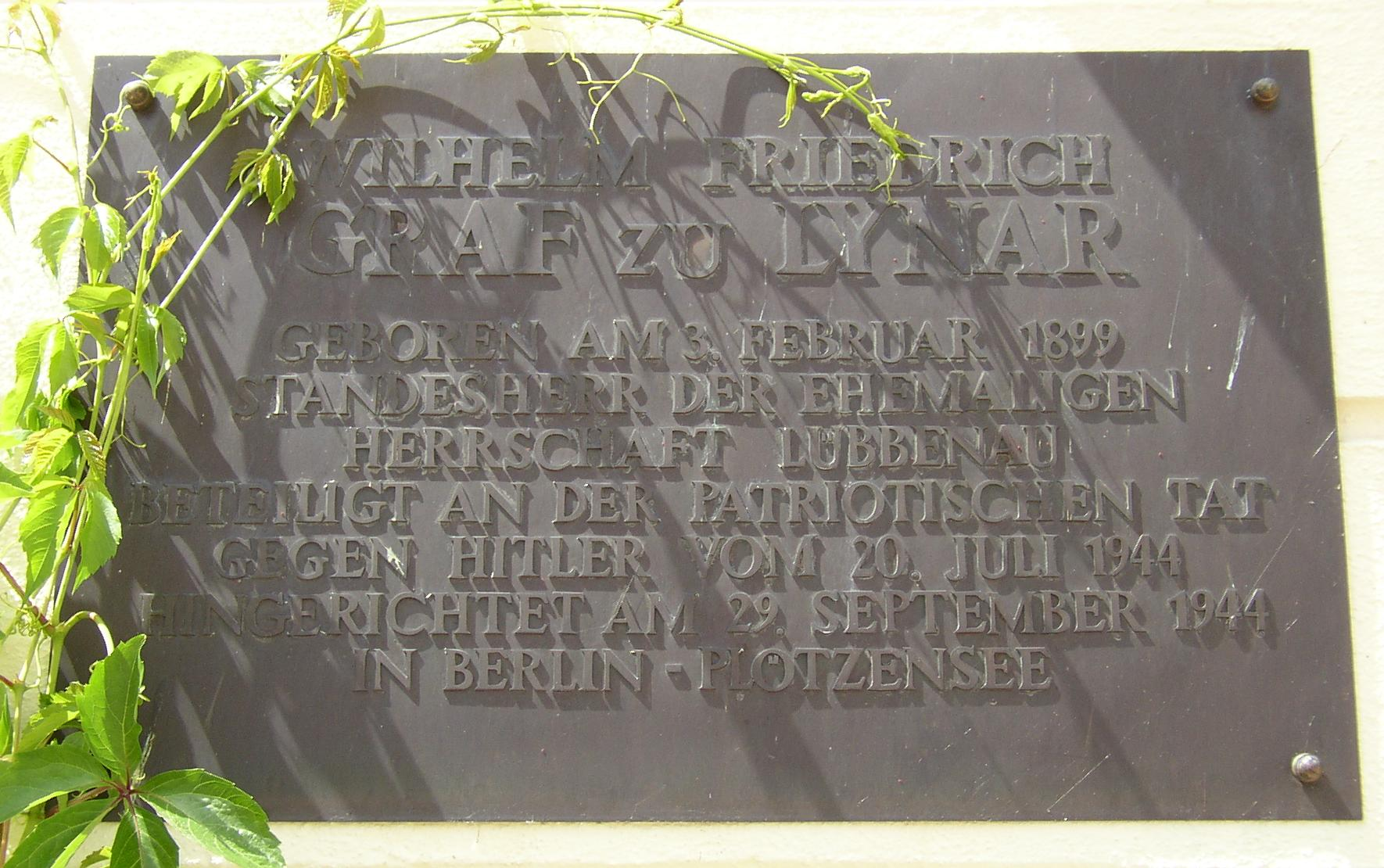
Gedenktafel für Wilhelm Graf zu Lynar am Schloss Lübbenau

Wilhelm Friedrich Rochus Graf zu Lynar (* 3. Februar 1899 in Berlin; † 29. September 1944 in Berlin-Plötzensee) war ein Gutsbesitzer, Landwirt, Reserveoffizier und Beteiligter am Attentat vom 20. Juli 1944 gegen Hitler.

## Familie
Wilhelm Friedrich (genannt Wilfried) war der Sohn von Rochus Graf zu Lynar (1857–1928) und dessen erster Ehefrau Elma Gräfin von Klinckowström (1876–1919). Er heiratete am 3. Mai 1923 in Semlow Ilse Gräfin von Behr-Negendank (* 17. September 1898 in Plennin; † 21. November 1984 in Brelingen). Das Paar hatte folgende Kinder:
- Rochus-August (* 1924–1945)
- Friedrich-Casimir (* 1925–1993) ⚭ 1954 Maria Gräfin von Hohenthal (1926–1985)
- Elma Cecilie Hilde (* 1927–2023)
- Luise Friederike Mathilde (* 1930–2024)
- Guido Friedrich Johann August Magnus Leonhardt (* 1932–2023)
- Christian (* 1934–2000)

## Leben
Wilhelm Friedrich war ein Patensohn von Wilhelm II. Er absolvierte sein Abitur in Luckau und wurde dann Fahnenjunker bei den Potsdamer Leibgarde Husaren. Nach dem Ersten Weltkrieg erlernte er Land- und Forstwirtschaft. Nach seiner Heirat 1923 zog er auf das Gut seiner Familie in Tornow. Nach dem Tod seines Vaters Rochus Friedrich 1928 übernahm er die Verwaltung des Familienbesitzes und zog als letzter Herr der Freien Standesherrschaft auf das Schloss Lübbenau. Im Jahre 1930 verlegte die Familie, inzwischen Eltern von vier Kindern, ihren Wohnsitz auf das ebenfalls im Familienbesitz befindliche Gut Seese. Einer Familientradition folgend wurde er bald Rechtsritter des Johanniterordens, der Beitritt erfolgte bereits 1929 als Mitglied der Brandenburgischen Provinzial-Genossenschaft.
Er wurde Mitglied der deutsch-nationalen Organisation Stahlhelm, Bund der Frontsoldaten, stand jedoch dem Nationalsozialismus skeptisch gegenüber. Lynar war Reserveoffizier der Wehrmacht im Panzer-Regiment 6 in Neuruppin. Während des Zweiten Weltkrieges war er Major und für das Personalwesen zuständiger Stabsoffizier beim Generalkommando in Berlin. Später war er Adjutant des in der Führerreserve stehenden Generalfeldmarschalls Erwin von Witzleben, der dann auf Gut Seese wohnte.
Wilhelm Friedrich Graf zu Lynar war über die früheren Attentatspläne in Kreisen der militärischen Opposition informiert. Lynar stellte sein Schloss Seese für die Treffen der Verschwörer um Claus Schenk Graf von Stauffenberg zur Verfügung. Er hatte Kontakte zu Fritz Jaeger und zu Ludwig Gehre, der die Verbindung zu Henning von Tresckow herstellte. Am 20. Juli 1944 begleitete Lynar seinen früheren Vorgesetzten Erwin von Witzleben in den Bendlerblock. Nach dem gescheiterten Attentat wurden dieser und Lynar in Seese von der Gestapo verhaftet. Kurz vor dem Zugriff verbrannte Lynar sein Gästebuch und verhinderte damit weitere Verhaftungen. Am 29. September 1944 verurteilte der Volksgerichtshof Wilhelm Friedrich Graf zu Lynar zum Tod; noch am selben Tag wurde er in Plötzensee gehängt. Die Witwe mit ihren vier Söhnen und zwei Töchtern wurde enteignet.
Am im Familienbesitz befindlichen Schloss Lübbenau gibt es eine Gedenktafel für Wilhelm Friedrich Graf zu Lynar.